# 13歳 -THIRTEEN YEARS OLD-
『13歳 -THIRTEEN YEARS OLD-』（じゅうさんさい サーティーン・イヤーズ・オールド）は、J-WALK12枚目のアルバム。 1992年12月5日にmeldacから発売された。

## 概要
「心の鐘を叩いてくれ」から1年振りに発売。先行シングルのヒット曲、「君にいて欲しい」が収録されているということもあり、自身2番目の売上を記録。アルバム・タイトルと同じ曲数の13曲を収録。2曲はライブ・ヴァージョン。

## 収録曲
全作詞：知久光康（#12以外）／編曲：J-WALK
1. RELAX
作曲：中村耕一
後に25枚目のシングルとしてシングルカット。
2. RELAY RUNNER
作曲：中村耕一
3. 君にいて欲しい
作曲：中村耕一
24枚目のシングル。
4. 優しい蜃気楼
作曲：杉田裕
5. 風に向かって、歩きたい
作曲：杉田裕
6. 悲しみは涙にとけて
作曲：中村耕一
7. HERE WE GO! (INST.)
作曲：知久光康
インスト曲。ボーカルの中村がベースを弾いている。
8. 君だけ、ONLY YOU
作曲：田切純一
後にシングル「RELAX」のカップリング曲としてシングルカットされた。
9. 思い出に手を振って
作曲：杉田裕
シングル「君にいて欲しい」のカップリング曲。
10. 明日は君の宝物
作曲：田切純一
キーボードの杉田によるボーカル曲。
11. O・RE・TA・CHIの街で…
作曲：杉田裕
12. 青いステイションワゴン －EXTRA LIVE TRACK－
作詞：増田俊郎、作曲：杉田裕
10枚目のシングルのライブ音源。
13. GOING HOME 〜THEME OF THE LOCAL HERO〜 (INST.) －EXTRA LIVE TRACK－
作曲：MARK KNOPFLER
ライブ音源。インスト曲。